# Reformationsdenkmal (Kopenhagen)

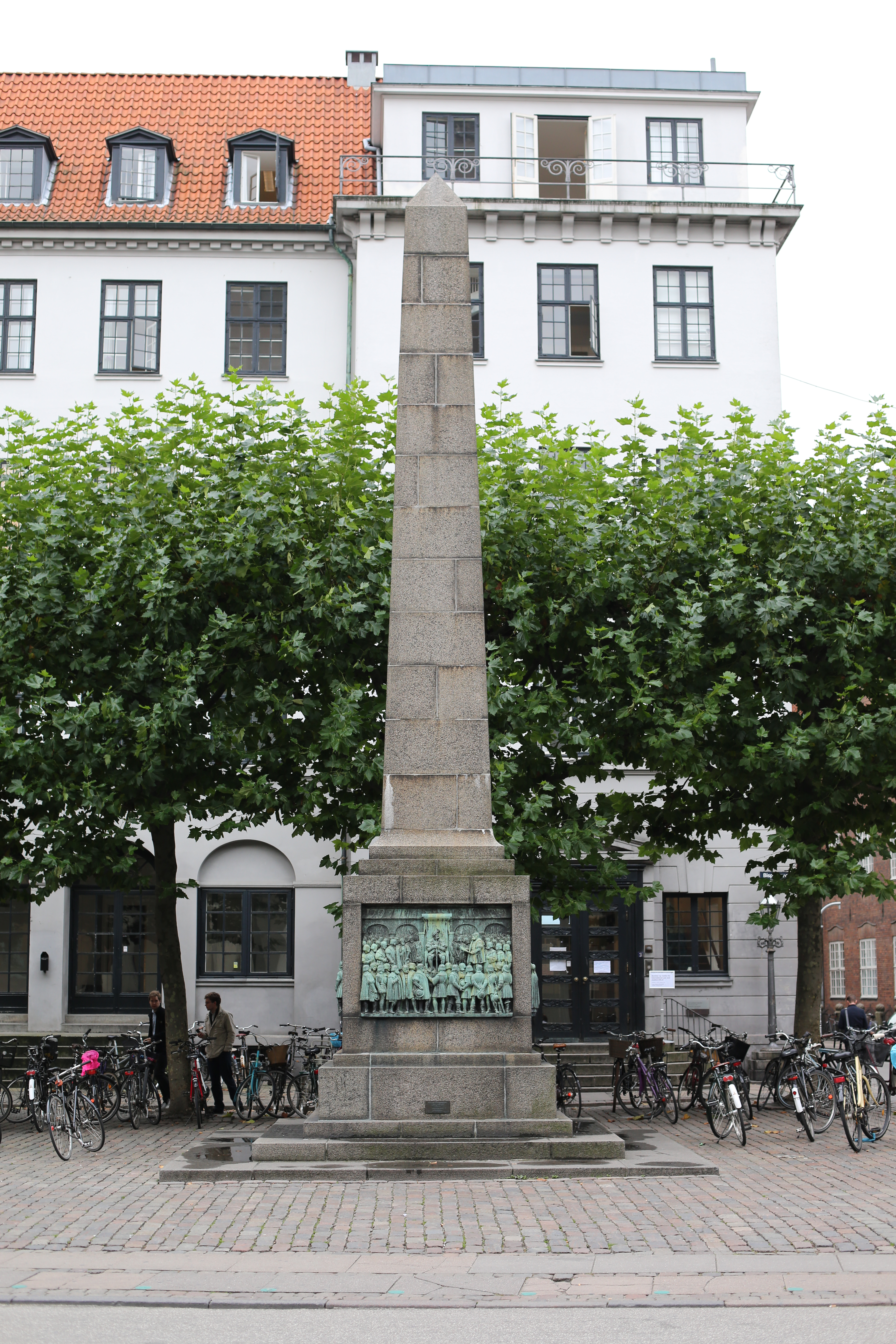
Reformationsdenkmal in Kopenhagen

Das Reformationsdenkmal (dänisch: Reformationsmonumentet) ist eine Gedenkstätte für die Reformation in Dänemark am Bispetorv im Zentrum von Kopenhagen.

## Geschichte
Anlässlich des 400-jährigen Jubiläums der Konversion Dänemarks vom Katholizismus zum evangelisch-lutherischen Glauben wurde 1936 ein Komitee unter dem Vorsitz von Bischof Hans Fuglsang-Damgaard gegründet. Das Komitee musste die notwendigen Mittel aufbringen. König Christian X. übernahm die Schirmherrschaft, und die Priester und Pfarrgemeinderäte wurden aufgefordert, an einem Sonntag im Oktober Kollekten zu sammeln. Alle Bischöfe unterstützten die Sache, aber obwohl die Gemeinde und das Ministerium für kirchliche Angelegenheiten beträchtliche Beiträge leisteten, war es sehr schwierig, und bis zur Fertigstellung des Denkmals im Jahr 1943 hatte sich ein beträchtliches Defizit angesammelt.
Mit der Gestaltung des Denkmals wurden der Bildhauer Max Andersen und der Architekt Harald Lønborg-Jensen beauftragt, aber das Projekt stieß sofort auf ernsthafte Schwierigkeiten. Vor allem die Idee, dem Denkmal ein großes Kreuz hinzuzufügen, führte zu heftigen Debatten. Die Menschen der damaligen Zeit haben sich nicht an dem Projekt beteiligt. In einer Zeitschrift meinte Tage Schack unter Berufung auf ein Goethe-Zitatz, das einzige, was die Menschen interessiere, sei Luthers Charakter. Alles andere, also die Botschaft der Reformation, sei ein Wirrwarr, das uns zur Last falle. Ironischerweise war er auch der Meinung, dass bei dieser Gelegenheit einige der schlimmsten Ketzer in der Kirche auf dem Gammeltorv verbrannt werden könnten. Er bot gerne seine Hilfe an, die geeignetsten zu finden.
Oskar Andersen entwarf die Reliefs, der Bildhauer studierte sorgfältig die Kirchengeschichte und die Kostüme der Reformation, und nach sieben Jahren Arbeit wurde das Denkmal enthüllt. Am 6. Juni 1943 fand die feierliche Enthüllung des etwa 11 Meter hohen, vierseitigen Granitobelisken mit vier Bronzereliefs am unteren Ende statt.
Ursprünglich sollte er an der St.-Nikolai-Kirche aufgestellt werden, wo Hans Tausen Pfarrer war. Auch der Gammeltorv, wo das Hauptereignis am 30. Oktober 1536 stattfand, war eine Möglichkeit, aber man entschied sich für den heutigen Standort gegenüber dem Dom und der Bischofsresidenz, wo der erste lutherische Bischof Seelands, Peder Palladius, wohnte.

## Beschreibung
Das Denkmal besteht aus einem Obelisken mit einem Bronzerelief auf jeder der vier Seiten. Das Relief auf der Vorderseite stellt die Versammlung in Gammeltorv am 30. Oktober 1536 dar, auf der Christian III. die Reformation in Dänemark einführte. Das Relief auf der linken Seite zeigt Hans Tausen, der in der Gråbrødre Kirche in Viborg predigt, als die Soldaten des Bischofs Johan Friis eindringen, um ihn zu verhaften. Das Relief auf der Rückseite zeigt die feierliche Ordination der ersten sieben evangelischen Bischöfe (Superintendenten) am 2. September 1537 in der Vor Frue Kirke. Das Relief auf der rechten Seite zeigt das Kirchenschiff zur Zeit der Reformation, wo Peder Palladius bei seinen Visitationen von der Kanzel zur Gemeinde spricht. Die Inschriften auf den Granitstufen unter den Reliefs geben Auskunft über die Themen.

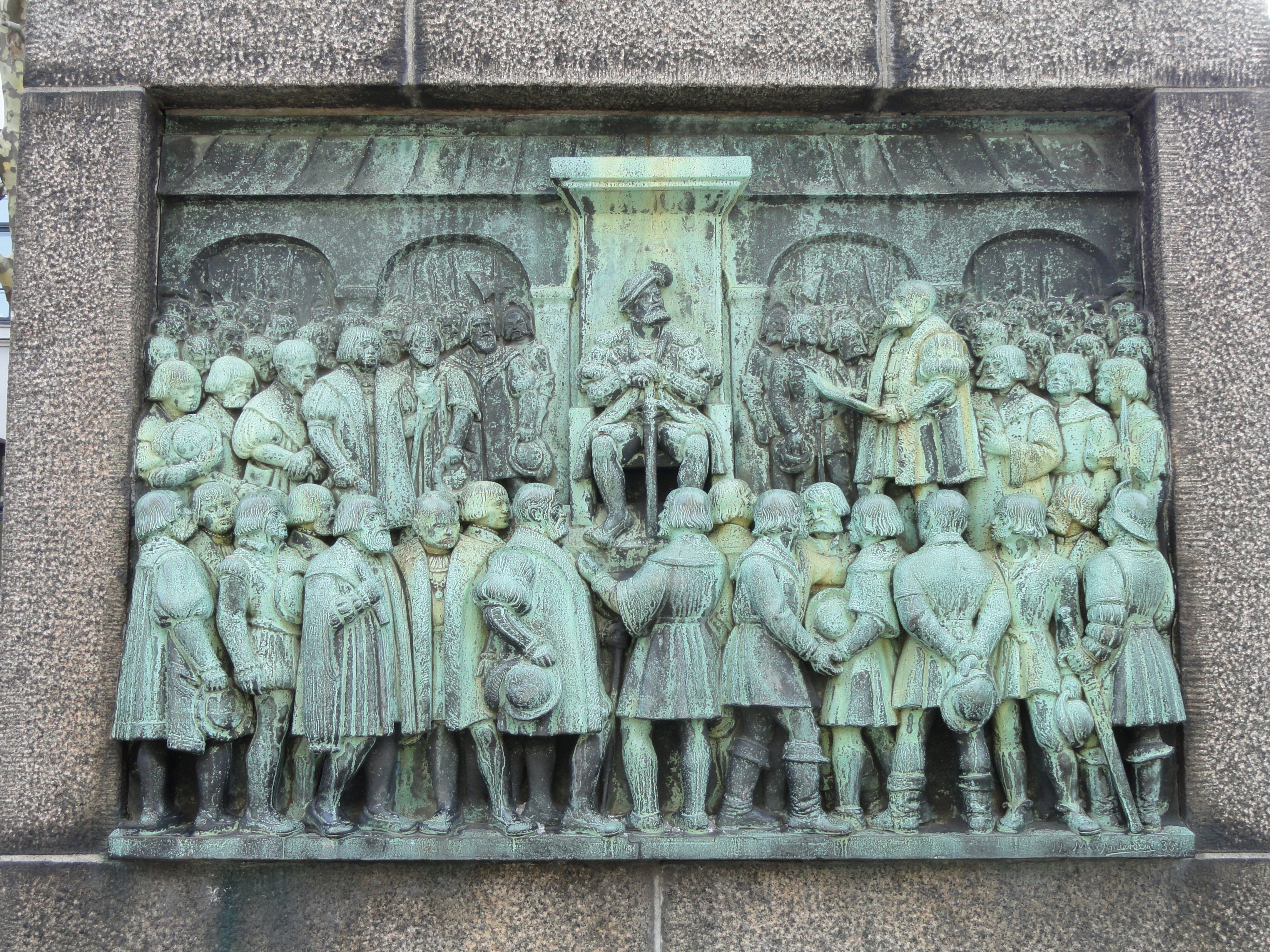
Tafel 1
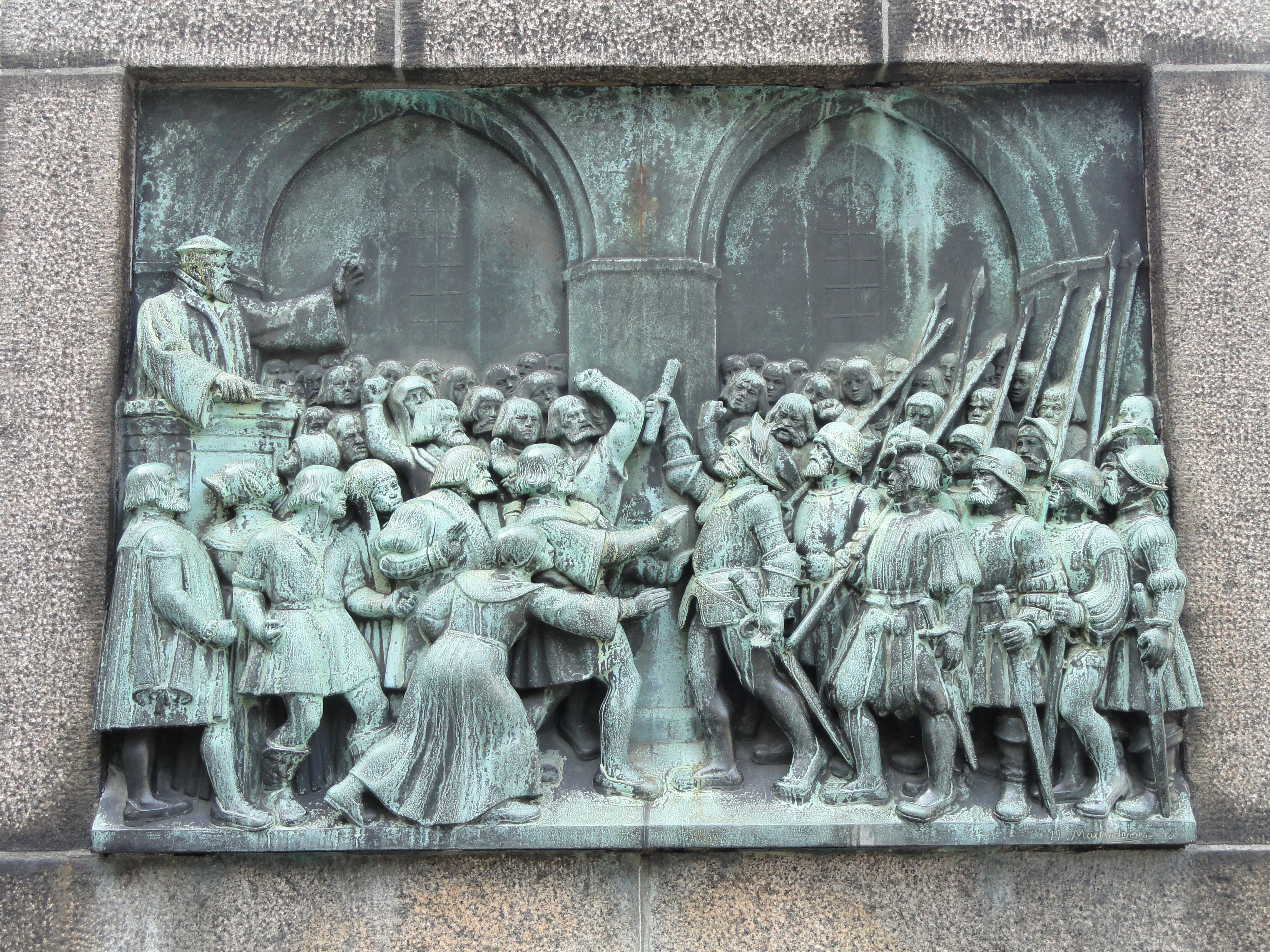
Tafel 2
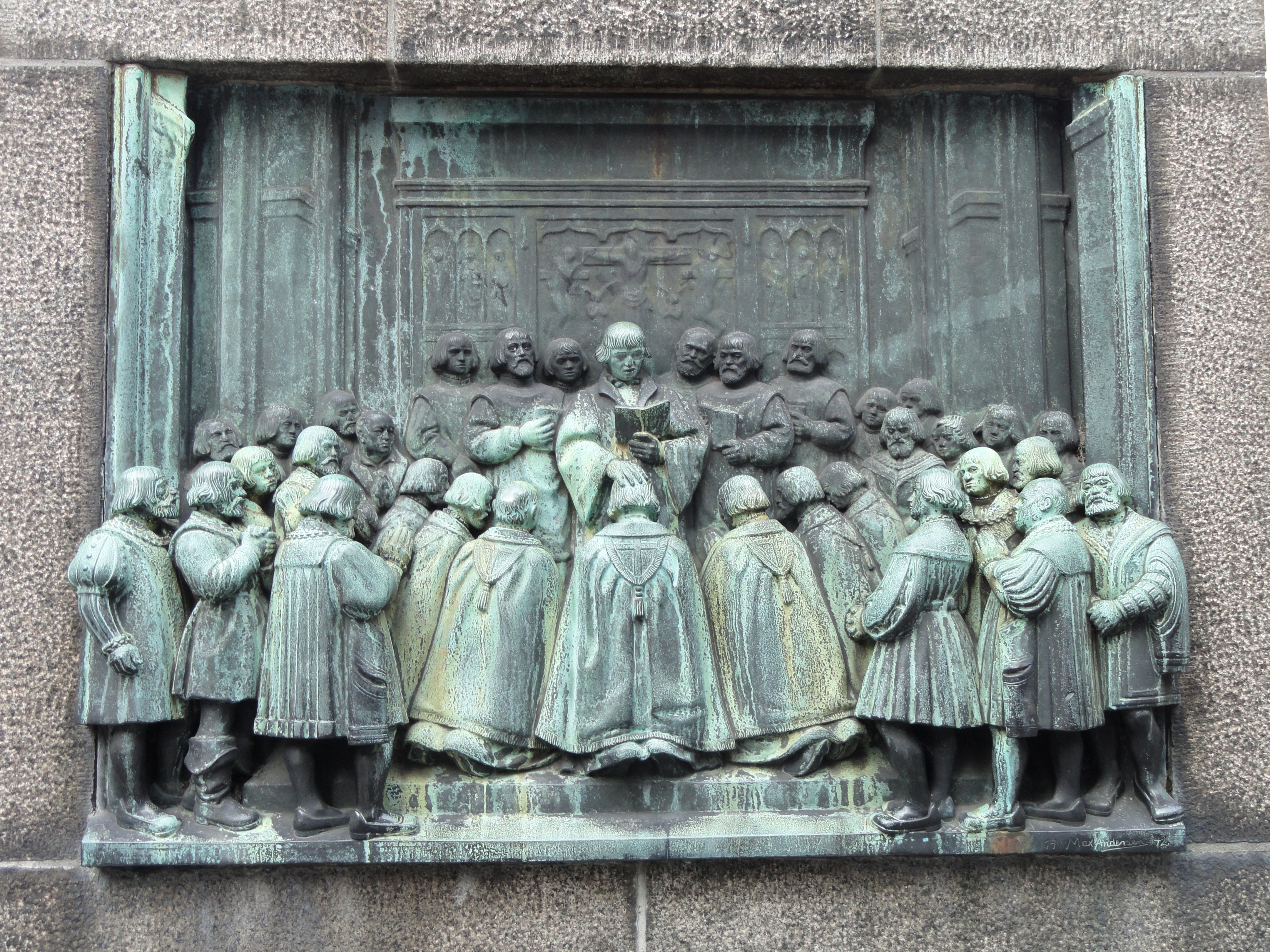
Tafel 3
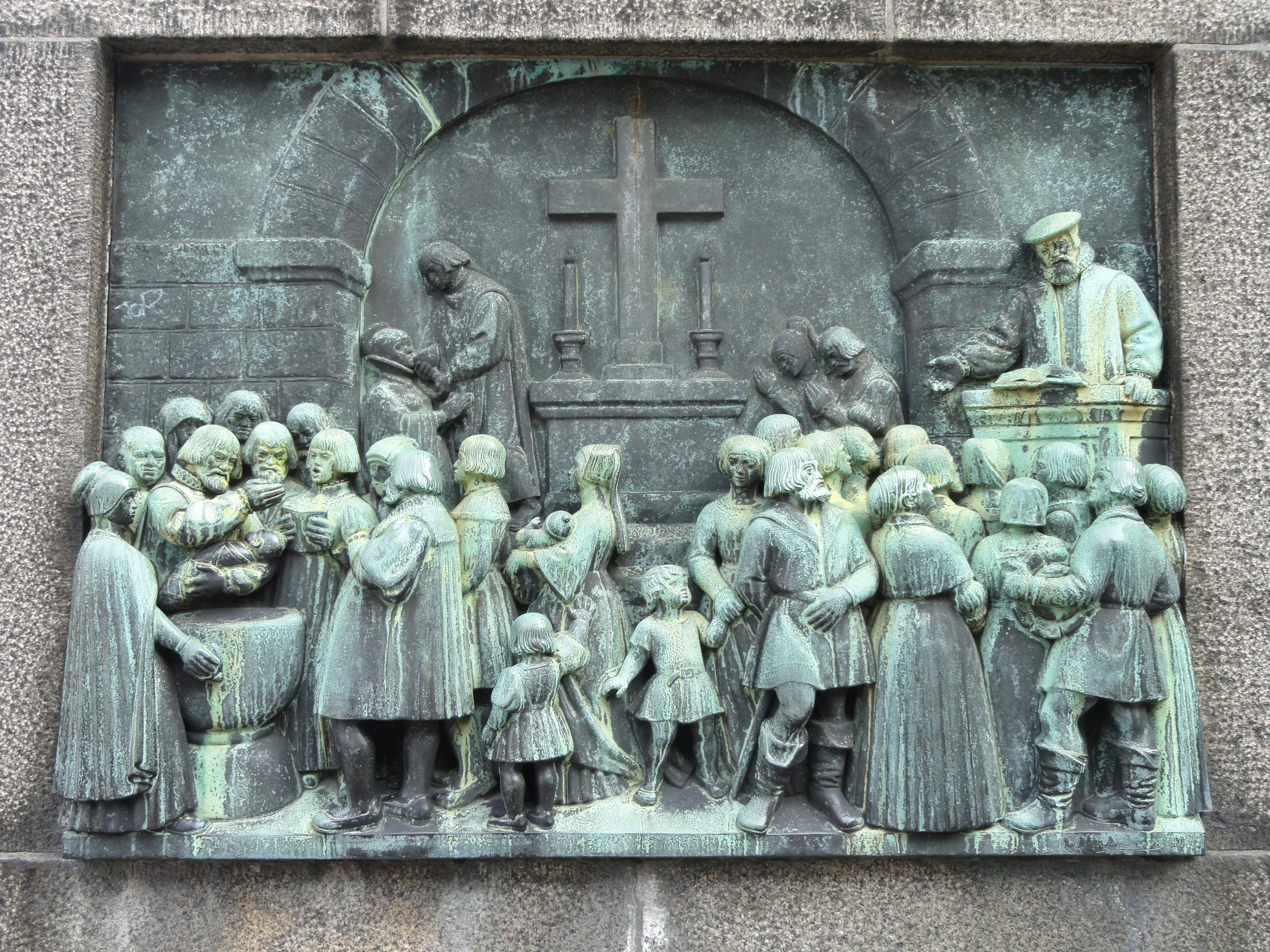
Tafel 4

Tafel 1
Tafel 2
Tafel 3
Tafel 4